# Chrupka bílá

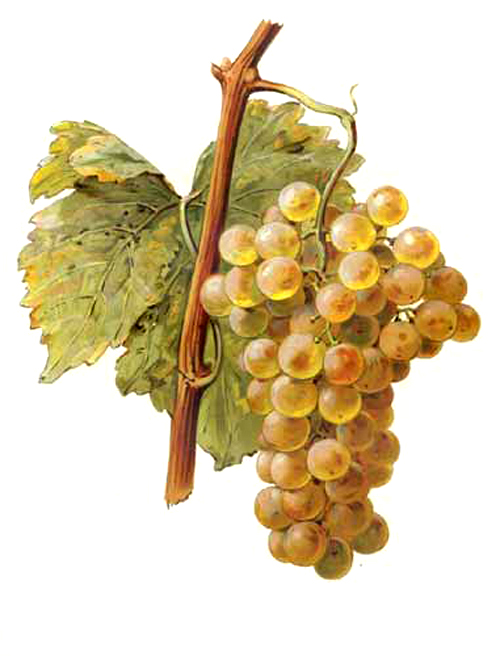
Kresba odrůdy Chasselas blanc (Chasselas doré) z publikace Ampélographie, Viala et Vermorel

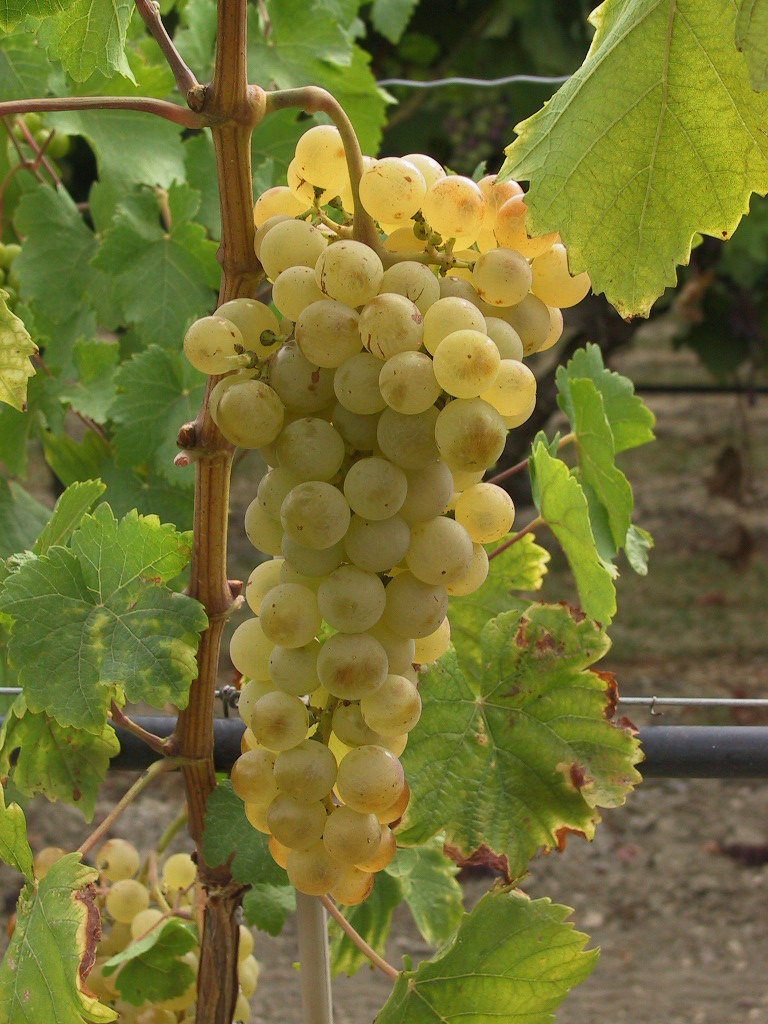
Hrozen odrůdy Chasselas blanc

Chrupka bílá (zkratka CHB, v Německu nazývaná Gutedel, ve Švýcarsku Fendant, mezinárodní název Chasselas blanc, výslovnost [ša-s-la]) je starobylá, raná stolní a moštová odrůda révy vinné (Vitis vinifera), určená k přímé spotřebě a místy též k výrobě bílých vín. Pochází z přesně neurčené oblasti mezi Švýcarskem, Itálií a Francií, pravděpodobně z okolí Ženevského jezera, možná z kantonu Vaud.

## Popis

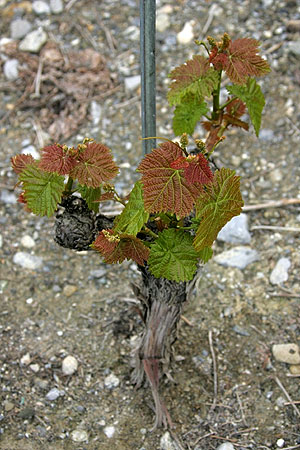
Rašící keř odrůdy Chasselas blanc, Loëche, kanton Valais, Švýcarsko

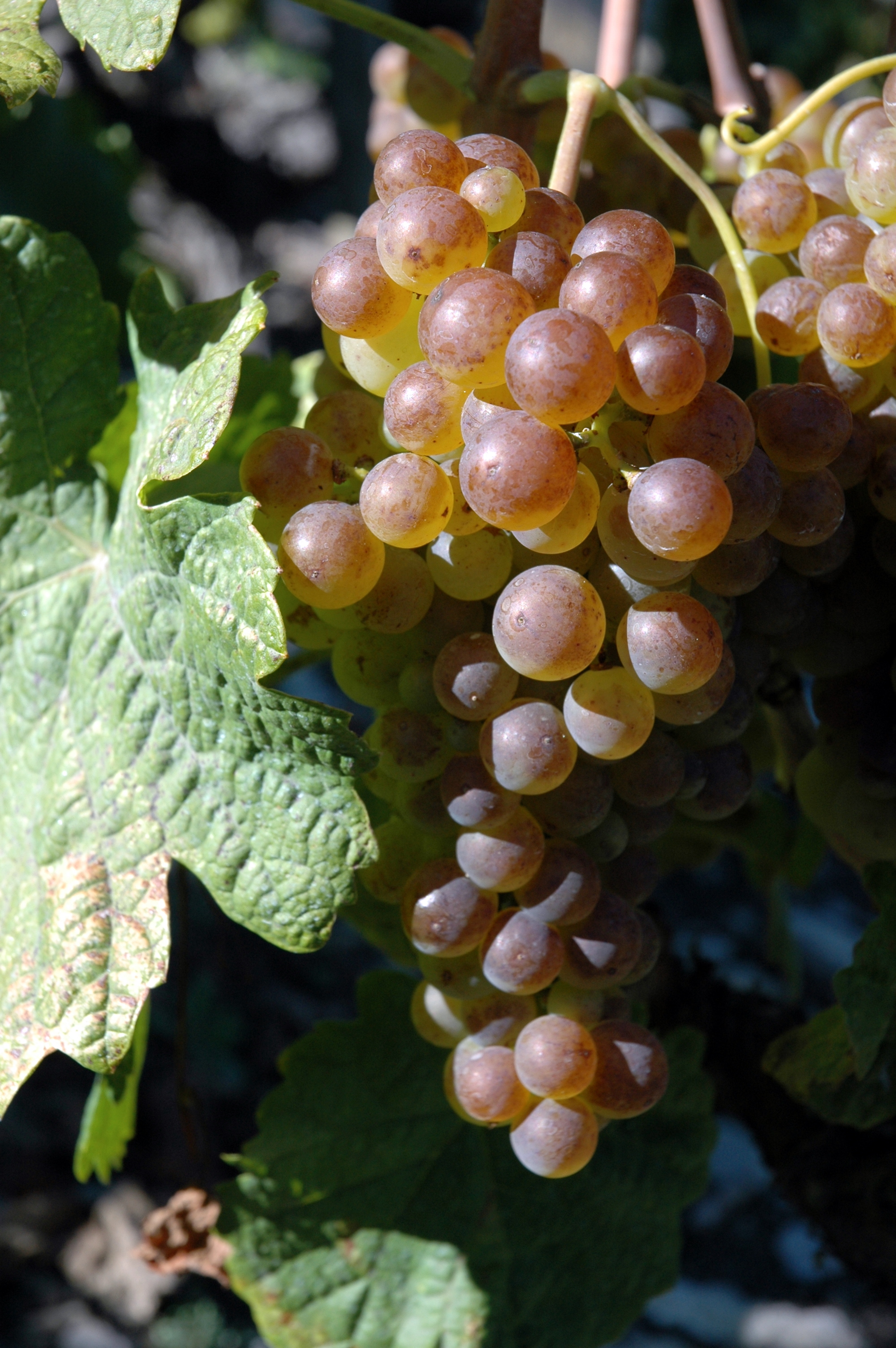
Vyzrálý hrozen Chasselas blanc, kanton Valais, Švýcarsko

Réva vinná (Vitis vinifera) odrůda Chrupka bílá je jednodomá dřevitá pnoucí liána, dorůstající v kultuře až několika metrů. Kmen tloušťky až několik centimetrů je pokryt světlou borkou, která se loupe v pruzích. Úponky révy umožňují této rostlině pnout se po pevných předmětech, jsou velmi dlouhé a výrazné. Růst je bujný s poléhavými letorosty. Vrcholky letorostů jsou slabě ochmýřené, středně silně pigmentované, s vínově až měďnatě červenými okraji, mladé listy mají červenohnědý nádech, jsou hladké až slabě ochmýřené. Jednoleté réví je zbarveno červenohnědě, je zřetelně podélně rýhované, tmavě skvrnité, eliptického průřezu.
List je středně velký, vejčitý až pentagonální, pětilaločnatý, středně, spíše však hluboce vykrajovaný. Povrch listu je světle zelený, stejně jako rub listu hladký, hlavní žilnatina listu v okolí řapíku je načervenalá, okraj listu je tupě zoubkovaný. Řapíkový výkroj je buď uzavřený či mírně překrytý s průsvitem nebo úzce otevřený, lyrovitý až lancetovitý s ostrým dnem, zřídka zcela překrytý. Řapík je středně dlouhý, kratší či stejně dlouhý jako střední žíla listu. Podzimní barva listů je citrónově žlutá, listy žloutnou poměrně brzy.
Oboupohlavní, většinou pětičetné květy v hroznovitých květenstvích jsou žlutozelené, samosprašné. Plodem jsou středně velké (15–17 mm, 2,2 g), okrouhlé bobule zelenožluté, na osluněném líčku jantarové až hnědavé barvy, mírně ojíněné, s velmi tenkou, ale poměrně pevnou slupkou, s měkkou a šťavnatou dužinou neutrální chuti. Stopečky bobulí jsou středně dlouhé, obtížně oddělitelné od bobule. Hrozen je středně velký, (11–16 × 8–9 cm, 140 g), o něco menší, než u odrůdy Chasselas blanc, řidší (u Chasselas rosé je středně hustý), válcovitě-kuželovitý, s rozvětveným hlavním vřetenem či s křidélkem. Stopka je středně dlouhá, slabě lignifikovaná.

## Původ
Chrupka bílá je starobylá stolní a moštová odrůda révy vinné (Vitis vinifera), o které se dlouho soudilo, že pochází z eko-geografické skupiny severoafrických odrůd a byla pěstována již před 5000 lety v Egyptě, kde měla být vyobrazena mimo jiné na stěnách chrámů v Luxoru. Faktem je, že některé variety této odrůdy se dodnes pěstují například v oáze Fajjúm asi 70 km od Káhiry. Dle jiných hypotéz měly být místem původu odrůdy údolí Jordánu v Palestině, turecká Konstantinopol, francouzské Cahors atd.
Odrůda byla dlouho považována za nejstarší odrůdu, kultivovanou člověkem, do Evropy ji měli přivézt ze severoafrických břehů Féničané a dále měla být šířena Římany. Vikomt d’Auban, francouzský diplomat ve službách Františka I., ji měl roku 1523 do Burgundska přivézt z Konstantinopole, prvním místem jejího pěstování zde měla být obec Chasselas jihozápadně od města Mâcon v Burgundsku, po které je odrůda skutečně pojmenována. Chrupka byla prokazatelně oblíbenou odrůdou francouzského královského dvora, pro který byla pěstována v okolí Fontainebleu.
Ampelografická studie z roku 2009 vyloučila severoafrický a blízkovýchodní původ odrůdy a jako místo původu označila oblast mezi Švýcarskem, Itálií a Francií, pravděpodobně okolí Ženevského jezera, snad kanton Waadt (Vaud), kde bylo v 19. století na vinicích nalezeno velké množství klonů této odrůdy.

## Rozšíření
První písemné doklady o pěstování odrůdy pocházejí z Německa roku 1539 (Gross Fränkisch, Edeldrauben, Lautterdrauben), ze Švýcarska roku 1612 (Fendans, Fendant Lausannois), pod názvem Chasselas je poprvé zmíněna roku 1654 ve Francii.
Chrupka bílá je jako stolní odrůda rozšířena po celém světě, vysazena je na zhruba 35.000 hektarech, velké plochy jsou v Rumunsku (13.000 ha), Maďarsku (6.000 ha) nebo Turecku.
Jako odrůda moštová se pěstuje mimo jiné ve Švýcarsku, ve francouzských kantonech, na 4.073 ha roku 2008. V kantonu Vaud byla v té době pěstována na 2.365 ha, nejznámější vína odtud nesou názvy Dézaley, Calamin, Vinzel, Morges, Clos des Abbesses nebo Clos des Moines, v kantonu Valais na 1.072 ha, je zde vytvořena apelace Fendant du Valais AOC). Zdejší viniční oblast Lavaux je součástí kulturního světového kulturního dědictví UNESCO.
Ve Francii byla roku 2008 pěstována na 2.615 ha, převážně v Alsasku, Savojsku a v okolí města Crépy na jihu Ženevského jezera, ale známá jsou např. i vína AOC Pouilly-sur-Loire, která se často zaměňují za kvalitnější Pouilly-Fumé, pocházející ze stejné obce, ale vyrobené z odrůdy Sauvignon Blanc, dále je odrůda součástí cuvée vín AOC Alsace, Crépy, Seyssel effervescent, Vin de Savoie, Marignan, Ripaille. V Chile byla roku 2006 vysazena na 403 ha v oblasti Bío-Bío, v Německu roku 2007 na 1.129 ha hlavně v oblasti Bádenska, v okolí Markgräflerlandu.
Do Státní odrůdové knihy České republiky byla odrůda zapsána v roce 1941. Je uvedena také v Listině registrovaných odrůd SR. Ve větším rozsahu u nás „chrupky“ byly vysazovány po roce 1900, převážně na Moravě. Kolem roku 1935 již tvořily 2 % ploch českých a 6 % ploch moravských vinic. Dnes se pěstují převážně na zahrádkách a mezi malopěstiteli, plocha vinic se všemi varietami je odhadována na 12 ha, průměrné stáří vinic je 32 let. Od roku 1992 jsou v ČR registrovány 4 klony odrůdy, udržovateli odrůdy jsou Ampelos-Šlechtitelská stanice vinařská Znojmo, Šlechtitelská stanice vinařská Polešovice a ŠSV Velké Pavlovice.

## Název
Český název odrůdy, „chrupka“, vychází, podobně jako u variety třešně stejného názvu, ze stejného základu, jako pojem „chruplavost“, kterým bývá často u stolních odrůd označována jedna z vlastností dužiny. Faktem ovšem je, že právě u odrůd révy Chrupka vytváří dojem „chruplavosti“ spíše tenká, ale poměrně pevná dužina.
Mezinárodně užívaný název Chasselas vychází z faktu, že prvním místem pěstování odrůdy měla být ve Francii obec Chasselas, ležící jihozápadně od města Mâcon v Burgundsku. Německý název „Gutedel“ by se dal přeložit jako „dobrá a ušlechtilá“. Švýcarský název „Fendant“ je odvozen ze slova „fendre“, v překladu „pukat, štěpit se“ a vztahuje se ke slupce bobulí.
Odrůda má velké množství synonym, což svědčí o její starobylosti, ale také o variabilitě. Další, lokálně používaná synonyma odrůdy jsou : Шасла белая, Фондан белый, Гутедель вейсер, Шасла доре, Динка белая, Березка простая, Златина (vše Rusko), Chrupka Złota (Polsko), Abelione, Abelone, Albilloidea, Alsacia Blanca (Španělsko), Amber Chasselas (Anglie), A. Muscadine, Bar sur Aube, Basiraube (Champagne), Bela Glera, B. Zlahtnina, Berezka Prostaya, Berioska Casla, Beyaz Gutedel, Biela Plemenika Praskava, B. Plemincka Chrapka, B. Plemincka Pruskawa, Blanchette (Waadt), Blanquette, Bon Blanc, Bordo, Bournet, Bournot, Charapka, Chasselas ...... a Grains Pales (Chile), Angevin, Bianco, Blanc Royal, Blanca (Španělsko), Blanchette (Chile), Crognant, Croquant, Crouzas (Chile), de Bar-sur-Aube, de Bordeaux (Maďarsko), de Florence, de Fontainebleau, de Jalabert, de la Contrie, de la Naby, de Moissac, de Montauban (Španělsko), de Mornain, de Pondichery, de Pontchartrain, de Pouilly, de Quercy, de Rappelo, de Tenerife, de Teneriffe, de Thomeri, de Toulaud, de Vaud, di Fountanbleau, di Thomery, Dorada, Dorato, Doré (Francie, Švýcarsko), Doré Hâtif, Doré Salomon, du Doubs, du Portugal, du Roi, du Serial, du Thor, Dugommier, Dur, Fendant, F. Vert (Chile), Fleur d'Oranger (Chile), Hâtif de Tenerife, Haute Séléction, Jalabert, Jaune Ciré (Chile), Piros, Plant Droit (Chile), Queen Victoria (Francie), Reine Victoria, Salsa (Španělsko), Tokay Angevine, Vert de la Côte, White ......, Chasselat, Chrupka, Ch. Biela, Ch. Jalabertova, Common Muscadine, Dinka Belaya, Dinka Blanche, Dobrorozne, Doppelte Spanische, Dorin (kanton Wallis), Doucet, Eau Douce Blanche, Edelschön, Edelwein, Edelweiss, Elsässer, E. Weiss, Fabian, Fabiantraube, Fábiánszőlő, Fehér Chasselas, F. Fábiánszőlő , F. Gyöngyszőlő, F. Repoos, F. Ropogos, F. Ropvos Fábián, Fendant (Švýcarsko), Fendant Blanc (Waadt), F. Roux (Waadt), F. Vert (Waadt), Florenci Jouana, Franceset, Franceseta, Frauentraube, Gamet, Gelber Gutedel, Gemeiner Gutedel, Gentil Blanc, G. Vert, Giclet (Waadt), Golden Bordeaux, G. Chasselas (Kalifornie, Austrálie), Großblättrige Spanische, Große Spanische, Grosser Spaniger, Grüner Gutedel, Gutedel Weiß, G. Chasselas Doré (Německo), Gyöngyszőlő (Maďarsko), Gyöngyzőlő, Junker, Königs Gutedel, Kracher, Krachgutedel (Alsasko), Krachmost, Lardot, Lourdot, Luzanois (Franche-Comté, Jura), Lozanner (Württemberg), Maisa, Marzemina Bianca (Itálie), M. Niduca, Morlenche, Mornan Blanc, Mornen, M. Blanc, Most, Mostrebe, Moster (Rakousko), Panse Muskat (Německo), Pariser Gutedel, Perlan (Ženeva), Pinzutella, Plamenka Belyi, Plant de Toulard, P. de Toulaud, Plemenika Praskava, Plemenka, P. Bela, P. Rana, P. Bijela (Chorvatsko), Praskava, Pruscava Biela, Queen Victoria, Q. Victoria White, Raisin d’Officier, Ranka, Rebe Herrn Fuchses, Rheinrebe, Rodzasse (Waadt), Rosmarinentraube, Rosmarintraube (Wallis), Royal Muscadine (Anglie), Sasla, S. Bela, Schönedel (Sasko), Shasla Belaya, S. Dore (Bulharsko), S. Lechebnaya, S. Viktoria, Silberling, Silberweiß, Silberweißling, Süßling, Süßtraube, Sweetwater (Austrálie), Sweetwater White, Temprano (Španělsko), Terravin, Tribi Vognoble, Tribianco Tedesco (Itálie), Tribi Vignoble (Itálie), Ugne, Ušlechtilé Bílé, Valais Blanc, Valet Blanc (Franche-Comté, Jura), Viala, Vivisier (Franche-Comté, Jura), Wälsche, Wälscher (Rakousko), Weißer Gutedel, W. Krachgutedel, White Chasselas, White Muscadine, W. Sweetwater, W. Van der Laan, Zlahtina (Chorvatsko), Zlahtnina, Zlahtnina Bijela, Zlatina, Zupljanka.

## Rodina odrůd Chasselas
Existence všech odrůd, variet a klonů této rodiny je úzce spjata s původní odrůdou, kterou pravděpodobně byla Chasselas blanc, z níž vznikly buď jako mutace, nebo méně často vzájemným křížením. Odrůdy Chasselas blanc a Chasselas rosé jsou zapsány v seznamech klasifikovaných odrůd mnoha zemí pod různými názvy, které mohou být synonymy, varietami, mutacemi, ale často dnes jsou již v katalogu VIVC uvedeny jako samostatné odrůdy. Tak např. v Portugalsku jsou kromě Chasselas blanc zapsány ještě Chasselas Sabor, Chasselas Salsa (ta je dnes považována za identickou s odrůdou Chasselas blanc) a Chasselas roxo.
Nemá smysl jmenovat zde všechny zástupce rodiny Chasselas, kteří jsou samostatně uvedeni v katalogu odrůd VIVC. Jen pro dokreslení problematiky této rodiny lze uvést, že synonymika dvou běžně samostatně uváděných odrůd Chasselas rosé a Chasselas rouge a jejich pojetí různými autory jsou tak dokonale propletené, že i VIVC roku 2011 jednu a tutéž fotografii uvádí jako typovou pro obě odrůdy. Na jejich omluvu lze dodat, že tyto dvě odrůdy mnoho autorů považuje za identické.
Pro zajímavost lze uvést stručnou charakteristiku nejčastěji pěstovaných švýcarských klonů, či chcete-li, variet. Chasselas Fendant Roux je nejrozšířenějším typem na západě země, hrozny slouží především k výrobě vín. Původně snad pochází z regionu Lavaux, kde je i dnes nejhojnější. Bobule mají pevnou dužinu, která se tlakem prstu dá vyjmout z puklé slupky, aniž by se roztekla, ostatně název Fendant je odvozen ze slova «fendre», v překladu „pukat, štěpit se“. Bobule mají na osluněných líčkách charakteristickou načervenalou, svítivou barvu, ta je ovšem závislá na poloze a ročníku. Chasselas Fendant Vert je podobným typem, lišícím se od předchozího tím, že se bobule na osluněných líčkách barví pomaleji, mnohem méně výrazně, zlatožlutě. Zpravidla je tento typ i produktivnější, rozšířený je v okolí La Côte, kde bývá nazýván „Vert de Vinzel“. Chasselas Giclet byl dříve hojným typem. Název je odvozen ze slova „gicler“, v překladu „stříkat“, dužina je totiž velmi šťavnatá a bobule při zmačknutí stříká šťávu. Bubule mají i při úplném vyzrání spíše matnou, zelenožlutou barvu, mošt mívá vyšší aciditu, než Chasselas Fendant, vína bývala méně ceněna, proto tento typ z vinic mizí. Chasselas à bois rouges je typ Chasselas Fendant, který je nápadný červeně zbarveným révím. Dlouhý čas byl z vinic vytlačován výnosnějšími typy, dnes je právě menší produktivita ceněna, mošt bývá kvalitnější. Chasselas Blanchette je typ, dříve hojně rozšířený v Chablais a Lavaux, který z vinic takřka zmizel. Růst byl méně bujný, bobule měly voskově žlutý nádech, vína byla velmi ceněna. Chasselas 1921 (Chasselas de Moissac) je světově rozšířený typ variety Chasselas Fendant roux, pěstovaný jako stolní odrůda. Chasselas Plant droit se vyznačuje vzpřímenými letorosty, tedy menší náročností na pěstování. Dává vína vyšší acidity a najdeme jej především v kantonu Genf. Chasselas Jaune cire a Chasselas à grains pâles jsou typy s voskově žlutou barvou bobulí, respektive s nažloutlými jadérky.
Z hojněji pěstovaných variet, dle katalogu VIVC samostatných odrůd, jsou zajímavé například Chasselas Musqué, vykazující výrazné muškátové tóny v aroma dužiny či Chasselas Apyrène (Chasselas sans Pepins) bezsemenná mutace Chasselas blanc nepříliš rozšířená stolní odrůda s malými bobulemi a s nízkou produktivitou. Chasselas Coulard se vyznačuje sklonem ke sprchávání květenství i při relativně příznivém počasí v době květu, ne všechny květy jsou opyleny a často dochází k opadu právě se tvořících nasazení bobulí či k tvorbě velmi malých bobulek bez jadérek (zatímco ostatní typy Chasselas sprchají jen při nepříznivých klimatických podmínkách, tedy při dešti a chladnu). Chasselas violet je extrémní barevná mutace, jejíž letorosty jsou červenofialové a jejíž mladé bobule mají sklon krátce po zaměkání získat fialový tón. V oblasti Romandie se tato odrůda často nazývá Lacryma Christi. Chasselas Cioutat (Chasselas à feuillage persillé, Petersilienblätter, u nás Chrupka petrželolistá) má extrémně výrazně členěné listy, připomínají listy petržele.

## Významní kříženci
Muškát Ottonel je moštová odrůda, spontánní křížení, na kterém se odrůda Chasselas blanc podílela jako mateřská odrůda. Mezi významná novokřížení německých šlechtitelů, na kterých se podílela odrůda Chasselas blanc, náleží například Huxelrebe (1927), Nobling (1940), Johanniter (1968) a dále odrůdy Charmont nebo Schönburger.

## Pěstování

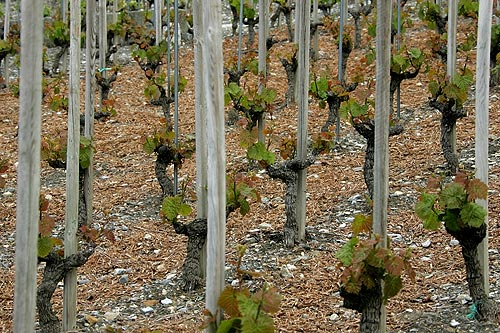
Vinice s rašícími keři Chasselas blanc, Loëche, kanton Valais, Švýcarsko

Réví dobře vyzrává (90 %). Zimnímu mrazu odolává podprůměrně (do −17 °C), na zimu se keře často doporučuje zakrýt vrstvou zeminy. Hodí se pro většinu vedení, vhodnější jsou delší tažně, řez se provádí na 5–7 oček, doporučovány jsou podnože SO-4, T 5C a K 5BB. V chráněných polohách a v optimálních podmínkách lze dosáhnout výnosu až 150 hl/ha, hodnoty, dosažené v Německu v letech 1975–2001 u různých klonů jsou 13–20 t/ha při cukernatosti moštu 68–73 (80) °Oe a aciditě 5–9 g/l, dle ukrajinských zdrojů 15,2–21,5 %. Pro zkvalitnění moštu vyžaduje redukci výnosů.

### Fenologie
Odrůda raší, kvete i zaměká raně, zrání začíná uprostřed srpna, dozrává raně, po první dekádě září. Vegetační cyklus trvá 105–136 dní při sumě aktivních teplot (SAT) 2500 °C.

### Choroby a škůdci
Odrůda je velmi citlivá vůči nekrózám a plísni révové (Plasmopara viticola), ostatním houbovým chorobám odolává pouze průměrně.

### Poloha a půdy
Vyžaduje polohy, chráněné před větrem a jarními mrazíky, v době květu je citlivá na chlad a déšť a často trpí sprcháváním květenství, v době rašení a květu trpí i suchem, upřednostňuje hlubší, úrodné půdy s vyšším obsahem živin.

## Víno
Z odrůdy získáváme velmi lehká, víceméně neutrální vína, chudá na kyseliny, s nižším obsahem alkoholu, určená k pití převážně jako mladá. Odrůdová vína jsou světle žluté barvy, lehká, svěží, převážně suchá, mají někdy určitý obsah oxidu uhličitého a jsou ovocitá, v chuti a vůni můžeme hledat zelená jablka, citrusové plody, broskve, oříšky, květ hlohu, mátu a v lepších polohách minerální tóny.
Jako stolní odrůda je chrupka oblíbená, hrozny dlouho vydrží na keři, dobře snášejí transport, jejich skladovatelnost je průměrná.

## Tržní hodnota
Chrupky jsou považovány za klasické stolní odrůdy dobré tržní hodnoty. U nás jsou pěstovány především k produkci stolních hroznů, i když se lze výjimečně setkat i s jednoduššími stolními víny. Jako stolní hrozen se jeví být zajímavější odrůdou Chrupka červená.